# Haus der Dresdner Kaufmannschaft

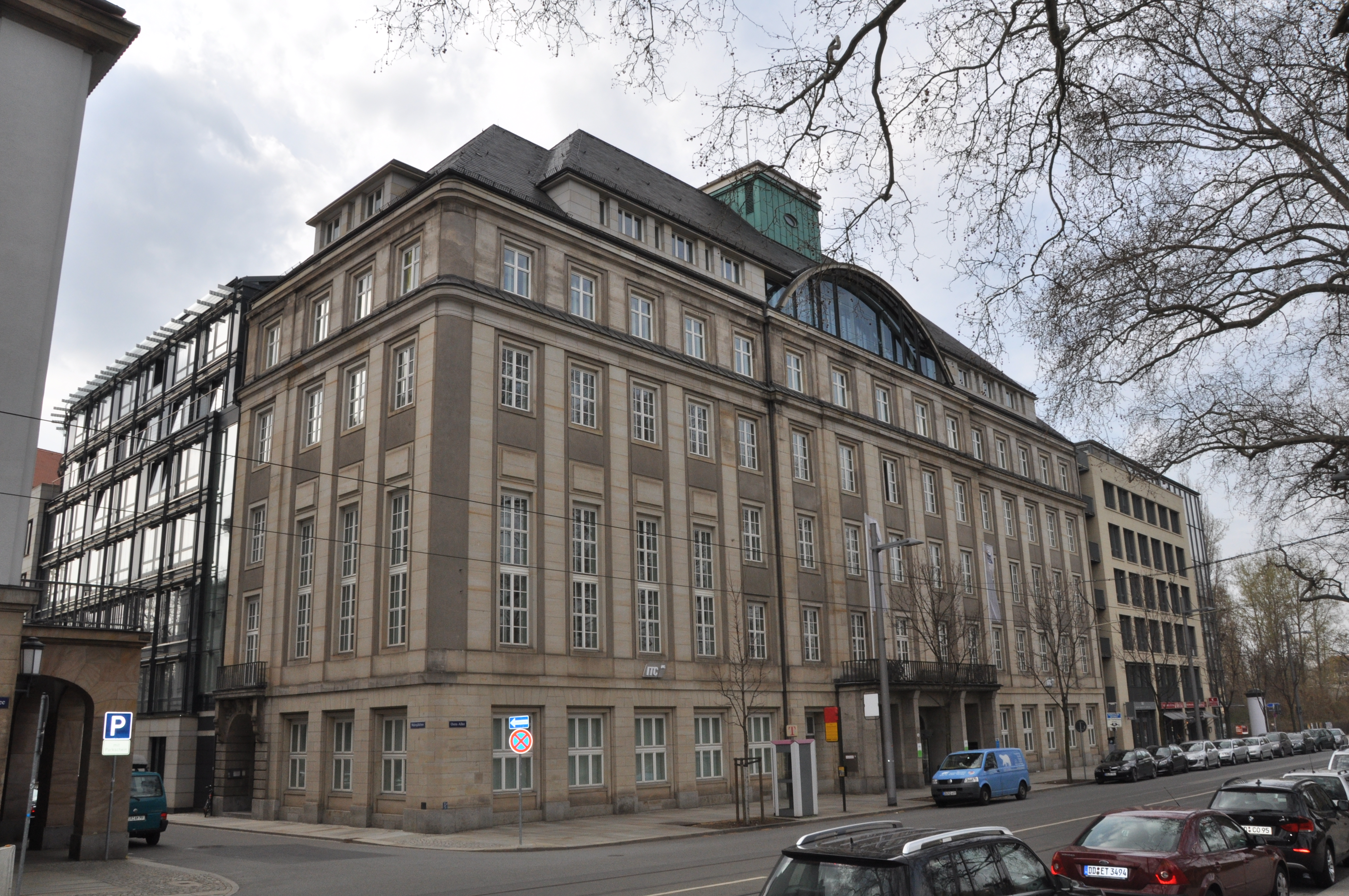
Haus der Dresdner Kaufmannschaft, 2012

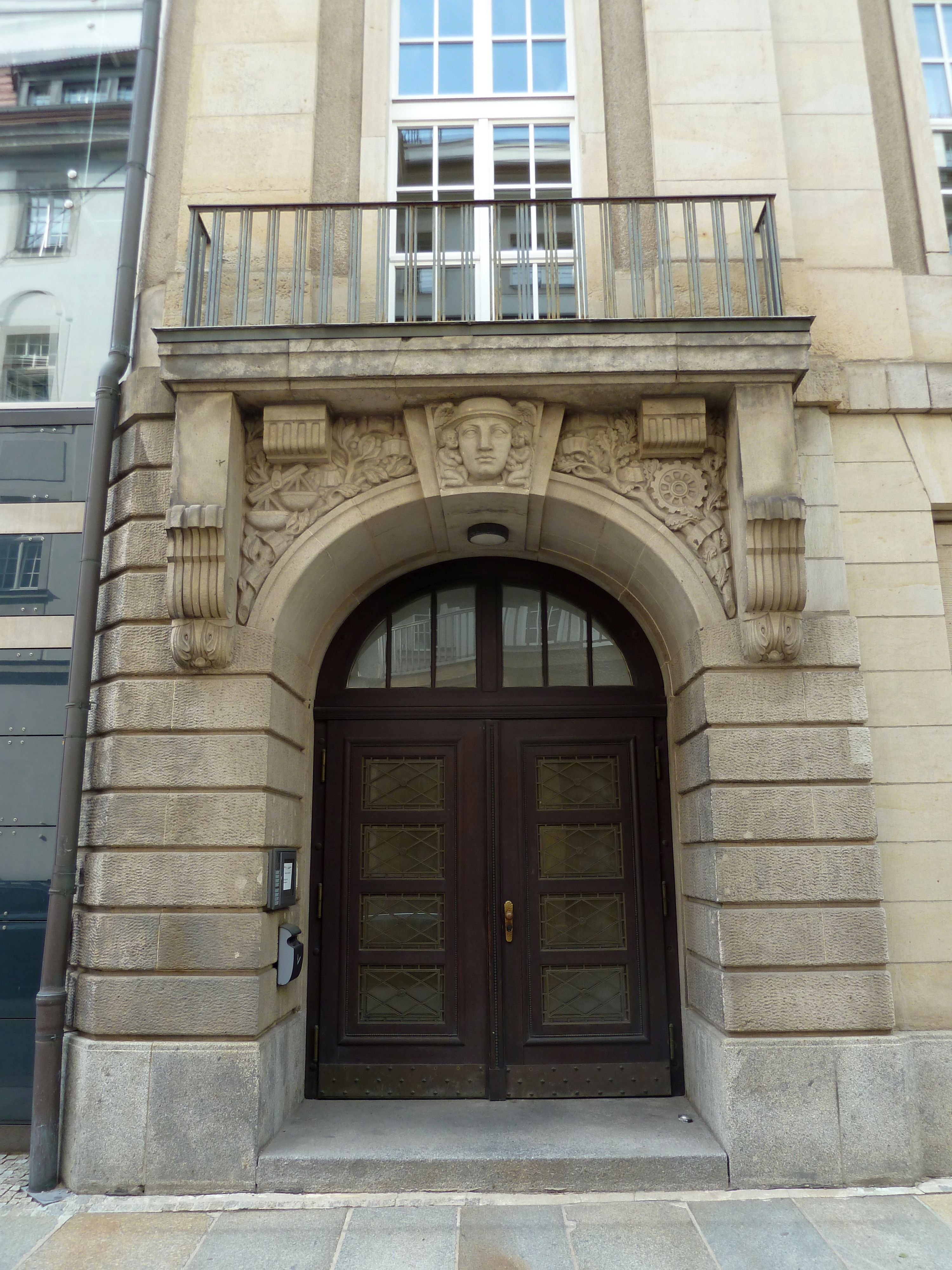
Portal an der Ostseite des Baus 2021

Das Haus der Dresdner Kaufmannschaft ist ein Gebäude auf der Ostra-Allee 9 in Dresden. Als solches existierte es bis 1945, danach diente es als Berufsschule und wird heute als Bürohaus genutzt. Es ist heute ein eingetragenes Kulturdenkmal Dresdens.

## Bau und Nutzung bis 1945
Die 1854 durch Oberbürgermeister Wilhelm Pfotenhauer gegründete Handelsschule hatte 1871 auf dem angrenzenden Grundstück Ostraallee 5 (alte Nummerierung) ein neues Schulgebäude bezogen. Fortan bemühte sich die Innung der Dresdner Kaufmannschaft das angrenzende Malersaalgrundstück zu dessen Erweiterung zu erwerben. 1902 gelang der Kauf für 130.000 Mark. 1912 errichtete man dann zunächst ein Gebäude mit 14-Meter-Front an der Ostraallee und 48-Meter-Front zum Malergäßchen nach Plänen des Architekten Alexander Hohrath. Die feierliche Einweihung des Schulhauses fand in Anwesenheit von Staats- und Stadtbehörden am 16. Februar 1914 statt. Der damit erreichte Zustand – schmaler vierachsiger Neubau am Malergäßchen und ziemlich „verfallene“ Front des Altbaus von 1871 – ist auf historischen Ansichten mit dem Neubau des Schauspielhauses gut zu erkennen.
Zur Ausführung des zweiten Bauabschnittes, das Verwaltung- und Gesellschaftsgebäude umfassend, bewilligte die Generalversammlung am 30. Juni 1913 ein Berechnungsgeld von 600.000 Mark. Bereits im Juli 1914 wurde der Grundstein zum Neubau gelegt und Anfang 1915 der Rohbau vollendet. Die Fertigstellung des Innenausbaues aber verzögerte und verteuerte sich durch den inzwischen ausgebrochenen Weltkrieg erheblich, so dass sich die Innungsversammlung vom 15. Juli 1915 genötigt sah, ein weiteres Berechnungsgeld von 200.000 Mark zu bewilligen. Im Spätherbst 1916 wurde auch dieser Bauabschnitt vollendet. Die Kosten für den Innenausbau waren auf 800.000 Mark gestiegen. Ab 1916 war in dem Haus auch eine Bank untergebracht.
Dieser zweite Teil des Neubaus schloss sich mit 35 Metern Frontlänge an der Ostra-Allee der ersten Baugruppe an. Das Zentralblatt der Bauverwaltung feiert den Gesamtbau überschwänglich: „In seiner einheitlich geschlossenen und monumentalen Gesamterscheinung bietet der gegenüber dem Zwinger gelegene prächtige Bau das Kopfstück eines in der Entwicklung begriffenen Straßenzuges, der, beginnend mit dem Palasthotel und endigend mit dem in der Herzogin-Garten in der Planung begriffenen Neubau eines naturhistorischen Museums, bestimmt sein wird, für die herrlichen Zwingerbauten mit ihrer parkartigen Umgebung einen stimmungsvollen, würdigen Abschluss zu bilden.“

## Nutzung nach 1945
Im Jahr 1945 teilweise zerstört, wurde das Vorderhaus in vereinfachter Weise wieder aufgebaut. Unter anderem wurden die Fenster vereinfacht und die Figuren über dem Haupteingang verschwanden. Das Gebäude wurde weiterhin als Berufsschule genutzt. Neben der Kaufmännischen Berufsschule „Professor Dr. Zeigner“ beherbergte das Gebäude von 1960 bis 1971 auch Teile der Gewerblichen Berufsschule V mit den Abteilungen Gartenbau und Sozialistischer Einzelhandel.
Der gesamte gärtnerische Bereich zog 1971 aus dem Malergäßchen um in den 1900 erbauten Schulbau nach Dresden-Sporbitz, Am Werk 1, wo er ein eigenes Haus zur Verfügung hatte. Die Kaufmännische Berufsschule „Professor Dr. Zeigner“ zog im gleichen Jahr in das heutige Schulgebäude Melanchthonstraße 9, welches nach Bauplänen des Dresdner Stadtarchitekten Hans Erlwein von 1914 bis 1916 erbaut wurde. Heute wird das Gebäude als Bürohaus genutzt, über 10 Unternehmen haben dort ihren Sitz.